# Osvobozjdenije
Osvobozjdenije (russisk: Освобождение) (Befrielse) er en spillefilm i fem dele fra 1970 af Jurij Ozerov. Filmen fremstiller dele af 2. verdenskrig set fra sovjetiske soldaters side, startende fra Kursk-slaget i 1943 til erobringen af Berlin i 1945.

## Medvirkende
- Nikolaj Oljalin som Tzvetaev
- Larisa Golubkina som Zoja
- Vsevolod Sanajev som Lukin
- Boris Seidenberg som Orlov
- Viktor Avdjusjko som Maksimov